# Eleccions legislatives d'Israel de 2006
Les eleccions legislatives d'Israel de 2006 se celebraren el 28 de març de 2006 a Israel per a renovar els 120 membres de la Kenésset. El partit més votat fou el Kadima del Primer Ministre d'Israel Ariel Xaron, però com era força lluny de tenir una majoria estable es va veure obligat a pactar un govern amb el Partit Laborista Israelià dirigit per Ehud Olmert.

## Anticipació d'eleccions
Les eleccions legislatives d'Israel de 2003 van formar un parlament molt fraccionat, on el Likkud era el partit amb més escons, 38 de 120. Ariel Xaron va assolir el càrrec de Primer Ministre d'Israel amb una aliança de diversos partits. No obstant això, no va aconseguir una majoria sòlida i al llarg de la legislatura va patir diversos revessos parlamentaris, fins i tot sovint dirigits pels seus propis diputats. El 2004 es forma un govern d'unitat nacional amb els laboristes. Tanmateix, en arribar Amir Peretz al lideratge del laborisme, decideix retirar els ministre laboristes i demanà la convocatòria d'eleccions anticipades. Xaron, mancat de suports dins i fora del seu partit accepta la convocatòria de noves eleccions i, a més, abandonà el Likkud, formant un nou partit, Kadima que aglutinarà a sectors moderats del Likkud i del Partit Laborista.
El 4 de gener del 2006, Ehud Olmert assumí el càrrec de primer ministre d'Israel en funcions a causa del greu accident vascular cerebral que patí Xaron.

## Sistema electoral
L'elecció dels diputats és per un sistema de representació proporcional sense representació geogràfica amb un llindar electoral del 2%.

## Resultats

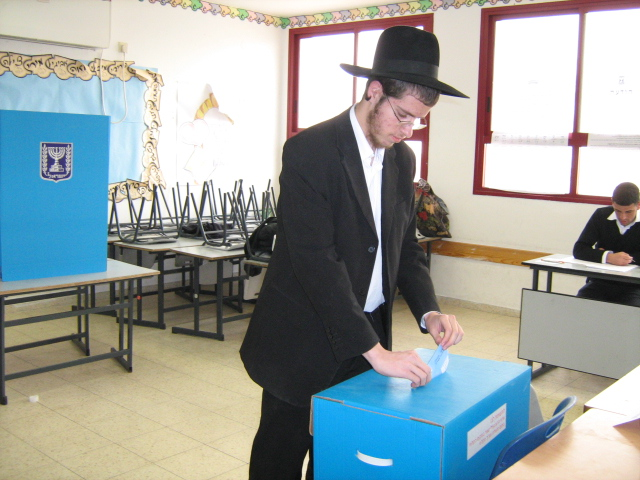
Persona exercint el seu dret de vot a les eleccions de 2006

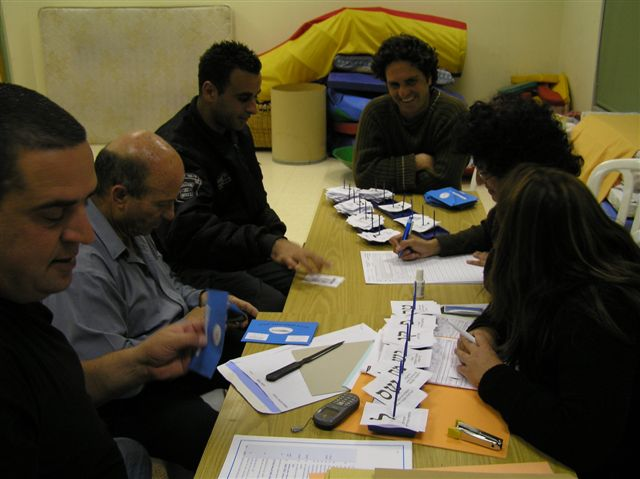
Recompte de vots a les eleccions de 2006

|  | Kadima                                 | 690.901   | 22,02% | 29  | Nou | Govern            |
|  | Partit Laborista Israelià-Meimad       | 472.366   | 15,06% | 19  | =   | Govern            |
|  | Xas                                    | 299.054   | 9,53%  | 12  | 1   | Govern            |
|  | Likkud                                 | 281.996   | 8,98%  | 12  | 26  | oposició          |
|  | Israel Beitenu                         | 281.880   | 8,98%  | 11  | 8   | oposició          |
|  | Unió Nacional-Partit Nacional Religiós | 224.083   | 7,14%  | 9   | 1   | oposició          |
|  | Guil                                   | 185.759   | 5,92%  | 7   | Nou | Govern            |
|  | Judaisme Unit de la Torà               | 147.091   | 4,69%  | 6   | 1   | oposició          |
|  | Nou Moviment - Mérets                  | 118.302   | 3,77%  | 5   | 1   | oposició          |
|  | Llista Àrab Unida - Ta'al              | 94.786    | 3,02%  | 4   | 1   | oposició          |
|  | Hadaix                                 | 86.092    | 2,74%  | 3   | 1   | oposició          |
|  | Balad                                  | 72.066    | 2,30%  | 3   | =   | oposició          |
|  | Els Verds                              | 97.595    | 1,52%  | 0   | =   | Extraparlamentari |
|  | Alé Yaroq                              | 40.353    | 1,29%  | 0   | =   | Extraparlamentari |
|  | Front Nacional Jueu                    | 24.824    | 0,79%  | 0   | =   | Extraparlamentari |
|  | Tafnit                                 | 18.757    | 0,60%  | 0   | =   | Extraparlamentari |
|  | Hets                                   | 10.113    | 0,33%  | 0   | =   | Extraparlamentari |
|  | Xinnuy                                 | 4.657     | 0,16%  | 0   | 15  | Extraparlamentari |
|  | Total (participació 63,6%)             | 3.137.064 | 100%   | 120 | =   | Extraparlamentari |

## Conseqüències
El 6 d'abril, el president Moixé Qatsav va demanar formalment a Ehud Olmert de Kadima que formés un govern que el designés oficialment com a primer ministre. Es va formar un govern de coalició format per Kadima, laboristes, Xas i Guil. Olmert es va negar a accedir a les demandes de Ximon Peres per al ministeri d'Hisenda, que es va veure obligat a acceptar el ministeri de Defensa.
A l'octubre de 2006, amb la coalició sacsejada després de la Guerra del Líban de 2006, Olmert va portar també al govern l'extrema dreta de Yisrael Beiteinu, que va abandonar la coalició el gener de 2008 en protesta per les converses de pau amb l'Autoritat Nacional Palestina.